# Стрільськ
Стрільськ (інші історичні назви: Стрелецьк, Стрельсько) — село в Україні, у Сарненській міській громаді Сарненського району Рівненської області на березі річки Случ.
Відповідно до Розпорядження Кабінету Міністрів України від 12 червня 2020 року № 722-р «Про визначення адміністративних центрів та затвердження територій територіальних громад Рівненської області» увійшло до складу Сарненської міської громади.

## Походження назви
За однією з версій, Стрільськ заснували стрільці (озброєні люди-мисливці), які поселилися на пагорбі Грінці серед непрохідних боліт.В селі до сих пір живуть люди з прізвиськом "Стрілець"-той хто стріляє або виготовляє стріли.Ще назву Стрільська пов'язують із поняттям «стріла» — гострокінцевий берег, піщаний намив у річці. Адже тут протікали річки Міленька, Перейма, Стара річка (Старина), що впадали в Случ.
Для України назва населеного пункту Стрільськ унікальна, проте у сусідній Гомельській області Білорусі розташоване село Стрельськ.

## Герб

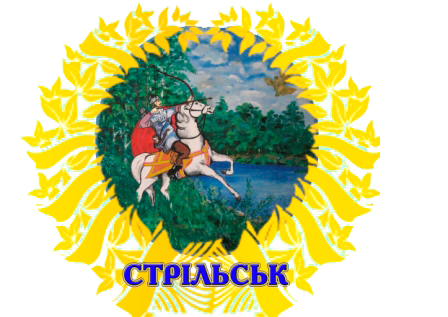
Попередня версія герба

Герб села є напівпромовистим. У золотому щиті з лазуровою гребенеподібною базою червоний лук з натягнутою тятивою і такою ж стрілою, покладеноюу перев'яз справа.

## Історія
Перша згадка про село належить до 1577 року. Проте мешканці цього села завжди наголошували що село існує з "ПОКОН ВІКІВ"  це передалось у спадок від наших предків.
Стрільськ до 2020 року був центром Стрільської сільської ради, до якої, окрім самого села, відносились також с. Маслопуща (перші поселенці тут з'явилися у 1904-1905 роках завдяки організації висілок на хутори в рамках столипінських реформ).
У с. Стрільськ розташований одноіменний зупинний пункт Рівненської дирекції Львівської залізниці між станціями Сарни (10 км) та Дубровиця (15 км), на якому зупиняються приміські потяги.
Неподалік від села розташований гідрологічний заказник «Озеро Стрільське».
Історія Території нашого Поліського краю,як стверджує сучасна історична наука,сформувалася після танення Дніпровського льодовика 250 тисяч років тому. Тоді ж і утворилися сучасні риси рельєфу і річкової сітки.Річки та озера наповнилися водою знову 18-14 тисяч років тому,коли з півночі відступив останній льодовик.35-15 тисяч років тому тут з’явилися мезолітичні племена північного (поліського) типу.
Треба мати на увазі, що наш край розташований у Поліській низовині.Тут переважали болота, піщані дюни, озера, річки великі і безліч малих. Наша місцевість була краєм природних соснових лісів на підвищених місцях.У заболочених місцях росли мішані (вільхові, березові, соснові) ліси. У заплавах річок росли природні діброви (дубові ліси).Це були непрохідні лісові пущі у перемішку з болотами.Вони давали надійний захист і прожиття своїм мешканцям.Їх стоянки розташовувалися поблизу озер та річок, на піщаних дюнах.
Прикладом може служити археологічна пам’ятка  — стоянка цього типу поблизу села Рудня Людинської сільської ради в урочищі «Млин».Жителі її займалися полюванням, рибальством, збиральництвом та споруджували легке житло.Вони майстерно обробляли камінь, виготовляючи з нього вістря стріл, шкребки, проколки, різці, сокири та інше.Аналогічно і у Срільську ,це Гринці де спочатку поселилися та вели своє господарство люди.Поселення часів раннього слов’янства в нашому краї вченими відкриті такі:поселення ранньослов’янське, село Удрицьк, 1 км на південний захід від села Хилін, 6 км на південь від села (І тис. н.е.), розмір 200х60 м;стоянка пізньомезолітична, село Лугове, 2,5 км на північний схід від села, середня із трьох дюн, (пізній палеоліт), розмір 100х30 м;неолітична стоянка, село Селець, 300 м від села, край надзаплавної тераси річки Горинь (неоліт), розмір 50х80 м;Свідками заселення наших земель у давньоруські часи є:давньоруське городище в місті Дубровиця, вул. Набережна, (ХІ-ХІІІ ст.), площа 2,0 га. Автор – дослідник  — Антонович В.Б. (1893р.), охоронний №274давньоруське городище та селище в селі Висоцьк, замковище за церквою (ІХ-ХІІІ ст.). Площа 0,3 га. Автор – дослідник Антонович В.Б. (ХІХ ст.), охоронний №273;
давньоруське селище, село Городище, урочище «Дворець», (VІІІ-Х ст.), площа 0,2 га.
Всі вище названі археологічні пам’ятки є матеріальним підтвердженням того, що люди населяють наш край  — Полісся з часів глибокої древності.
Ці пам’ятки є безцінною культурною спадщиною України і всього слов’янського світу. Вони взяті на державний облік і наш обов’язок свято оберігати їх для майбутніх поколінь, якщо ми дійсно вважаємо себе нащадками нашої слов’янської прабатьківщини і любимо його
Першу згадку про населений пункт датують 1578 роком. Тоді його називали Стрелецьк (Стрельсько) Дубровицької волості Пінського повіту. Вважається, що це був маєток дубровицької княгині Марії Курбської, уродженої Гольшанської (яка того року розлучилася Дубровицькою волостю з другої половини XV століття.
Вважається, Стрільськ з'явився він на підвищеному березі річки Случ, зокрема на горбі Грінці, що височів серед непрохідних боліт. Перша вулиця називалась Дворацькою.
Михайло Грушевський та сучасна історична наука, характеризуючи наш край у VIII-IX ст., називає його Древлянською землею тобто територіально-політичним утворенням (державою) сформованою князівською владою та законами і столицею у містіІскоростень(тепер Коростень Житомирської області), площа якої була не меншою королівської Англії тих часів.Пізніше наші землі опинилися у складі Київської держави за часів Володимира Великого.Перша писемна згадка про Дубровицю та Висоцьк в літературних джерелах датується 1005 роком. 
Згадуються вони в документах про утворення третьої православної єпархії на території Київської Русі в місті Турові (нині м. Туров Гомельської області Республіки Білорусь).ЇЇ наводить Йосип Тризна у Києво Печерському патерику (додаток 
Внаслідок Брестської унії у1594 році в нашому краї розпочалося сворення Греко-католицькоі церкви (з об‘єднананих католицькоі та православноі церков)Слід відмітити, що у ХVІІІ ст. і у першій половині ХІХ ст. на Правобережній Україні було чотири єпархії грекокатолицькоі ,уніатськоі,церкви і переважна більшість парафій була у Луцько-Острозькій єпархії 4034 парафії).Наш край був під юрисдикцієюТурово-Пінської єпархії. 
З історичних джерел відомо, що у1596 році на цю кафедру був возведений владика Йона Гоголь,який беззастережно підтримував унію.Після його тут служили:Паїсій Шахновський (1602-1623рр.);Григорій Михайлович (1626-1632рр.);Пахомій Оранський (1637-1653рр.);Андрій Кваншин-Золота (1654-1665рр.);Мартин Білозір (1666-1697рр.);Антоній Жолкевський (1697-1702рр.); Порфирій Кульчицький (1703-1716рр.);Йоахим Цехановський (1716-1719рр.);Теофілій Годебський (1720-1730рр.).
В цей час в селі Стрільськ проживали також католики ,які були прихожанами Дубровицького храму .1).
На початку Французько-російської війни 1812 року у с. Стрільськ розташовувався штаб ескадрону Литовського уланського полку.
1829 року у селі споруджено дерев'яну церкву, про яку згадується сто років потому у путівнику 1929 року.
Станом на 1859 рік, Стрільськ був власницьким селом, тут діяла дерв'яна православна церква, налічувалося 186 дворів та 1280 жителів (630 чоловіків і 650 жінок), з них 1272 православних і 8 євреїв.
Станом на 1885 рік колишнє власницьке село Стрільськ було одним з 10 основних поселень Любиковицької волості Рівненського повіту Волинської губернії Російської імперії. 
У Стрільську нараховувалося 1660 осіб, 247 дворів, православна церква, поштова станція, 2 постоялих будинки.
У 1885 році при будівництві лінії Рівне — Сарни — Лунинець у селі відкрито залізничну станцію.
За свідченнями, датованими 1900 рік, у межах села на березі річки Случ був знайдений скарб срібних монет.
У 1906 році село належало до Любиковицької волості.
На 1936 рік Стрільськ який тоді належав до територій Другої Речі Посполитої (Польської Республіки) був центром однієї з 10 громад ґміни Любіковіче Сарненського повіту Волинського воєводства. 
Склад громади: село Стрільськ, залізнична станція Стрільськ та хутори: Горщок, Грабник, Косове, Ковалів-Ріг, Круг, Маклакове, Масевичі, Маслопуща, Погоня, Поробка, Сажалка і Замлинець.Душпастирську опіку над вірянами-католиками села здійснював парафіяльний костел Святого Іоанна Хрестителя у місті Дубровиці.
11 січня 1944 року радянські війська форсували річку Случ та захопили залізничну станцію Стрільськ ..З цього часу і до 1991 року село Стрільськ як і вся Україна перебували під окупацією СРСР.
Проти окупантів  виступила УПА ОУН яка чинила опір до 60-х років.Очолював боротьбу в нашому краї Тарас Бульба-Боровець яким була створена "Поліська Січ" та Олевська республіка.
РЕПРЕСОВАНІ тоталітарним режимом  СРСР
Тимошицький Андрій Гнатович,1894 р. н., с. Стрільськ Сарненського р-ну. Українець, селянин. Прож. с. Стрільськ Сар- ненського р-ну. Заарешт. 28 жовтня 1951 р. Обвинувач. за ст. 20-54-1а, 54-8, 54-11 КК УРСР. Засудж. ВТ військ МДБ Рівненської обл. 21 травня 1952 р. на 25 р. ВТТ і 5 р. позбавлення прав з конфіскацією майна. Ухвалою ВТ ПрикВО від 22 квітня 1960 р. термін покарання знижено до 8 р. 5 міс. ВТТ. Звільн. 13 травня 1960 р. Поста- новою президії Рівненського облсуду від 14 липня 1993 р. вирок скасовано, справу припинено за недоведеністю злочину. (СБУ, 14743).
Тимошицький Григорій Гнатович,1910 р. н., с. Стрільськ Сарненського р-ну. Українець, неписьменний, селянин. Прож. с. Стрільськ Сарненського р-ну. Заарешт. 14 січня 1947 р. Обвинувач. за ст. 54-1а, 54-11 КК УРСР. Засудж. ВТ військ МВС Рівнен- ської обл. 27 лютого 1947 р. на 10 р. ВТТ і 5 р. позбавлення прав з конфіскацією май- на. Звільн. 14 лютого 1955 р. Реабіл. виснов- ком прокуратури Рівненської обл. від 7 травня 1992 р. (СБУ, 8879).
Трубилко Петро Іванович, 1924 р. н., с. Стрільськ Сарненського р-ну. Українець, освіта 2 кл., бригадир к-пу. Прож. с. Кара- чун Березнівського р-ну. Заарешт. 12 січня 1951 р. Обвинувач. за ст. 20-54-1а КК УРСР. Засудж. ВТ військ МВС Рівненської обл.17березня1951р.на25р.ВТТі5р.поз- бавлення прав з конфіскацією майна. Ухва- лою ВТ військ МВС Львівського округу від 30 березня 1951 р. термін покарання зни- жено до 10 р. ВТТ. Звільн. 13 серпня 1956 р. Реабіл. висновком прокуратури Рівненської обл. від 20 квітня 1992 р. (СБУ, 8068).
Туз Ольга Іллівна, 1928 р. н., с. Стрільськ Сарненського р-ну. Українка, селянка. Прож. с. Стрільськ Сарненського р-ну. За- арешт. 23 лютого 1945 р. Обвинувач. за ст. 54-1а, 54-11 КК УРСР. Засудж. ВТ військ НКВС Рівненської обл. 5 жовтня 1945 р. на 10 р. ВТТ з конфіскацією майна. Звільн. 14 червня 1954 р. Реабіл. висновком про- куратури Рівненської обл. від 15 лютого 1993 р. (СБУ, 11659)
.Щербан Михайло Андрійович,1920 р. н., с. Стрільськ Сарненського р-ну. Українець, неписьменний, вантажник скла- ду ст. Сарни. Прож. с. Стрільськ Сарнен- ського р-ну. Заарешт. 2 січня 1947 р. Обви- нувач. за ст. 54-1а, 54-11 КК УРСР. Засудж. ВТ військ МВС Рівненської обл. 27 лютого 1947 р. на 10 р. ВТТ і 5 р. позбавлення прав. Звільн. 12 червня 1954 р. Реабіл. висновком прокуратури Рівненської обл. від 7 травня 1992 р. (СБУ, 8879)...
Боковець Олексій Кирилович, 1926 р. н., с. Стрільськ Сарненського р-ну. Українець, освіта 4 кл, робітник Сар- ненської дослідної станції 3 дистанції залізниці. Прож. с. Стрільськ Сар- ненського р-ну. Заарешт. 23 грудня 1946 р. Обвинувач. за ст. 54-1а, 54-10 ч.1 КК УРСР. Засудж. ВТ військ МВС Рівненської обл. 27 лютого 1947 р. на 10 р. ВТТ і 5 р. позбавлення прав. Звільн. 25 серпня 1955 р. Повторно заарешт. 28 травня 1958 р. Засудж. Судовою колегією з кримінальних справ Рівненського облсуду 1 липня 1958 р. на 10 р. ВТТ і 5 р. позбавлення прав. Ухвалою Судової колегії ВС УРСР від 2 вересня 1958 р. справу припинено за недоведеністю обви- нувачення.Реабіл.висновком проку- ратури Рівненської обл від 28 лютого 1992р.(СБУ, 2588, 8879 у 2-х т.) 
.Бортник Лука Ісакович, 1912 р. н., с. Стрільськ Сарненського р-ну. Украї- нець, черговий кочегар депо ст.Сарни Ковельської залізниці. Прож. с. Стрільськ Сарненського р-ну. Заа- решт. 5 листопада 1940 р. Обвину- вач. за ст. 54-10 ч.1 КК УРСР. Засудж. лінійним судом Ковельської заліз- ниці 26 грудня 1940 р. на 4 р. ВТТ і 3 р. позбавлення прав. Реабіл. висно- вком прокуратури Рівненської обл. від 15 червня 1993 р. (СБУ, 13224). 

### Мова
Розподіл населення за рідною мовою за даними перепису 2001 року:
| Мова       | Відсоток |
| ---------- | -------- |
| українська | 98,94 %  |
| російська  | 0,81 %   |
| вірменська | 0,13 %   |
| білоруська | 0,04 %   |
| угорська   | 0,04 %   |

## Сучасне життя села та інфраструктура
У 2016 році розроблено План зонування території с. Стрільськ.
Станом на 2017 рік у Стрільську налічується 770 дворів (у 2013 році було 719), проживають 2406 жителів (на 2013 рік було 2238), більшість — молодь. Щорічно звозять 5-7 житлових будинків. Охочих побудувати власний дім більшає з року в рік.
Щороку реєструють до 10 шлюбів, але народжуваність зменшується. У 2016 році на світ з'явилося 30 малюків, у 2017 — 14. Для порівняння, на 2013 рік річною нормою було 25 шлюбів та до 40 народжень дітей.
Стрільська загальноосвітня школа І-ІІІ ст. — нараховує 173 учня (у 2012 — було 114), яким дають знання 50 педагогічних працівників. Дошкільну освіту у НВК «Загальноосвітня школа І ст. — дошкільний навчальний заклад» здобувають 44 дитини в двох групах з 10,5 годинним перебуванням та 42 дитини в групах короткотривалого перебування.
Діють Стрільський центр культури та дозвілля,амбулаторія, аптечний пункт, розвивається торгова мережа, наявна дитячо-юнацька спортивна школа «Колос» та футбольна команда «Колос», сільський будинок культури, публічно-шкільна бібліотеканародний аматорський вокальний гурт «Калина», який 1991 року першим у районі отримав звання народного та першим представляв Сарненщину в передачі «Сонячні кларнети».
          Присвоєно почесне звання "Мати-героїня":
БУНЕЧКО   - матері п'яти дітей, с. Стрільськ Ганні Трохимівні                   
БІЛОТІЛ  - матері п'яти дітей, с. СтрільськЄві Йосипівні       
БУНЕЧКО   - матері п'яти дітей, с. Стрільськ Марії Трохимівні                  
ЖУКОВЕЦЬ    - матері шести дітей, с. Стрільськ Марті Петрівні      
ГАЛУШКО  - матері шести дітей, с. Стрільськ Лідії Архипівні              
КЛЕСОВЕЦЬ   - матері п'яти дітей, с. Стрільськ Любові Іванівні 
КОПЧИК     - матері шести дітей, с. Стрільськ Ганні Миронівні.                           
КРУК                - матері п'яти дітей, с. Стрільськ Єві Петрівні                
МАКОВЕЦЬКІЙ - матері восьми дітей с.Стрільськ Марії Іванівні             
НИКОНЧУК  - матері шести дітей, с. Стрільськ Наталії Федорівні     
МУЛЯР       - матері п'яти дітей, с. Стрільськ Ірині Захарівні                              
НИКОНЧУК     - матері п'яти дітей, с. Стрільськ Зої Іванівні              
ПРИГАРСЬКІЙ - матері п'яти дітей,с. Стрільськ Софії Микитівні                       
РОСОЩИК   - матері п'яти дітей, с. Стрільськ Євдокії Хомівні              
РЕВИЧ       - матері шести дітей,с.Стрільськ Парасковії Карпівні               
СОХАЦЬКІЙ  - матері шести дітей, с.Стрільськ Соломонії Митрофанівні        
ТКАЧ          - матері п'яти дітей, с. Стрільськ Лідії Миколаївні                              
ЩЕРБАН        - матері п'яти дітей, с. Стрільськ Ксенії Іванівні               
БАРТОШ - матері п'яти дітей, с.Стрільськ Дарії Калинниківні              
ВЛАСИК         - матері п'яти дітей, с. Стрільськ Любові Петрівн
іКАЛЮШИК   - матері п'яти дітей, с. Стрільськ Ганні Іванівні                            
КЛИМЧУК      - матері п'яти дітей, с. Стрільськ Ганні Миколаївні              
СЕРЕДІ    - матері п'яти дітей, с. Стрільськ Любові Йосипівні              
СИМОНЧУК   - матері п'яти дітей, с. Стрільськ Ганні Степанівні
АБРАМОВИ- матері п'яти дітей, с. Стрільськ Ганні Микитівні             
БАРТОШ        - матері п'яти дітей, с. Стрільськ Ганні Сергіївні
ГАПОНЧУК   - матері п'яти дітей, с. Стрільськ Ніні Григорівні                           
ДАНИЛИЦЬКІЙ  - матері семи дітей, с. Стрільськ Ганні Петрівні               
КУЗЬМІНЧУК- матері п'яти дітей, с. Стрільськ Євгенії Якимівні                   
КУЗНЕЦЬ  - матері шести дітей, с. Стрільськ Катерині Миколаївні           
КУЗНЕЦЬ  - матері п'яти дітей, с.Маслопуща Марії Леонтіївні                  
САВЧУК     - матері п'яти дітей, с. Стрільськ Ганні Кузьмівні      
СЕРГІЙЧУК - матері п'яти дітей,с.Стрільськ Варварі Арсентівні                      
СИМОНЧУК - матері п'яти дітей, с. Стрільськ Зінаїді Михеївні             
СИМОНЧУК- матері п'яти дітей, с. Стрільськ Мотроні Петрівні.                   
ЩЕВИЧ    - матері шести дітей, с. Стрільськ Феодосії Опанасівні         
ЩЕРБАН  - матері шести дітей, с. Стрільськ Єфимії Микитівні          
ГУТНІК   - матері п'яти дітей, с. Стрільськ Парасковії Овсіївні
СПІВАК - матері шести дітей, с. Стрільськ Анастасії Денисівні.              

## Релігійне життя
20 грудня 2022 р. вселі Стрільськ, відбулися збори місцевої релігійної громади щодо зміни церковної юрисдикції з УПЦ МП у ПЦУ.
Присутні на зборах проголосували за зміну церковної юрисдикції з УПЦ МП на ПЦУ;
| 27.01.2023 |  |                                                                 | РЕЛІГІЙНА ОРГАНІЗАЦІЯ "РЕЛІГІЙНА ГРОМАДА СВЯТО-ПОКРОВСЬКОЇ ПАРАФІЇ РІВНЕНСЬКОЇ ЄПАРХІЇ УКРАЇНСЬКОЇ ПРАВОСЛАВНОЇ ЦЕРКВИ (ПРАВОСЛАВНОЇ ЦЕРКВИ УКРАЇНИ) СЕЛА СТРІЛЬСЬК САРНЕНСЬКОГО РАЙОНУ РІВНЕНСЬКОЇ ОБЛАСТІ" |
| 27.01.2023 |  | РО "РЕЛІГІЙНА ГРОМАДА С. СТРІЛЬСЬК ПРАВОСЛАВНОЇ ЦЕРКВИ УКРАЇНИ" | |
| 27.01.2023 |  | Сергійчук Володимир Андрійович                                  | |

Фотогалерея села Стрільськ.